# Francesco Salviati
Francesco de' Rossi, detto Il Salviati, e spesso indicato semplicemente come Francesco Salviati (Firenze, 1510 – Roma, 11 novembre 1563), è stato un pittore italiano, fra i massimi esponenti del periodo del manierismo.

## Biografia

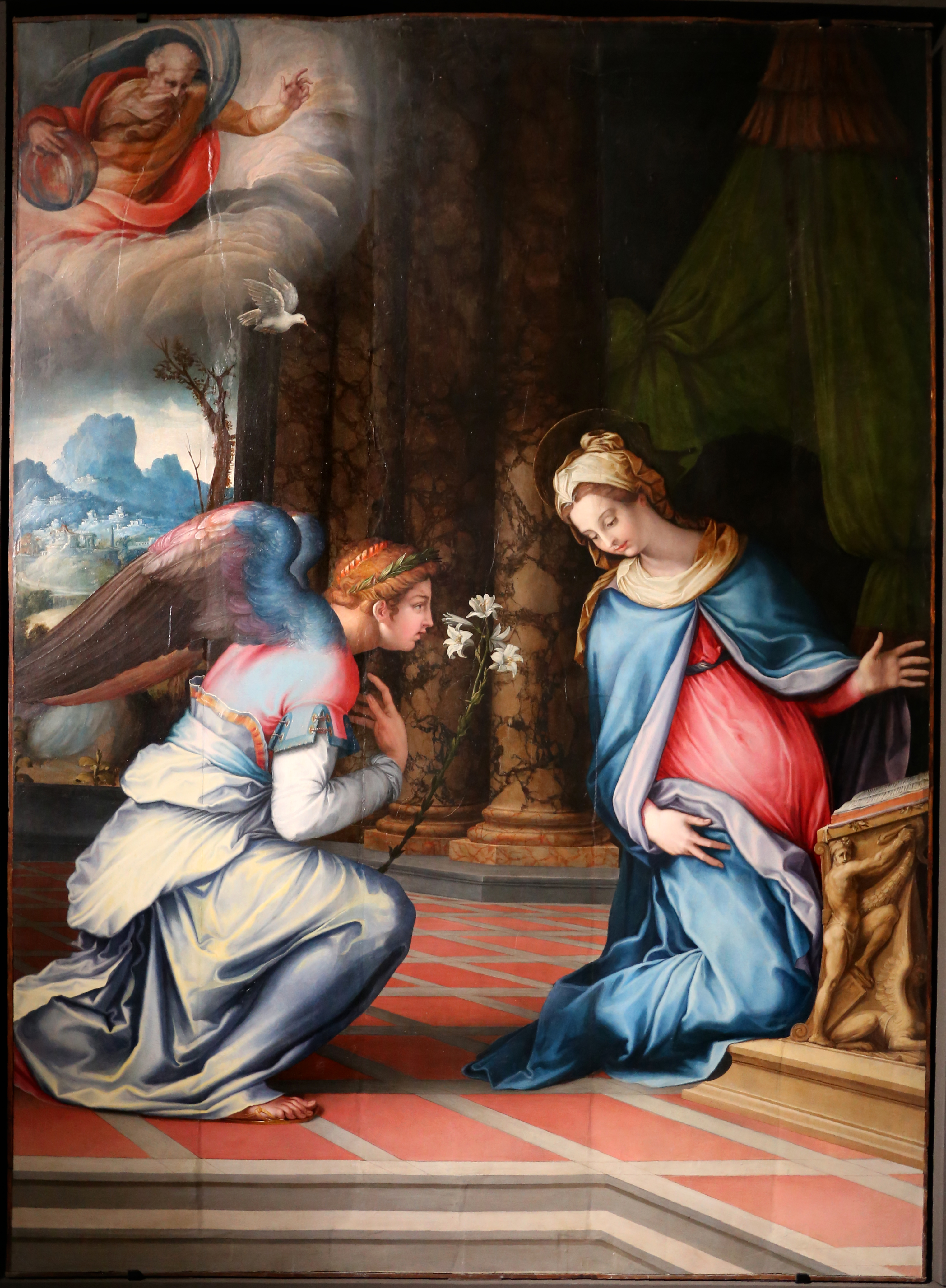
L'Annunciazione di San Francesco a Ripa

### Origini e formazione (1510-1530)
La principale fonte sulla biografia del Salviati è il capitolo che gli dedicò l'amico Giorgio Vasari ne Le vite, il più esteso di tutta l'opera e ricco di informazioni di prima mano.
Era figlio del tessitore di velluti Michelangelo, e fin da piccolo dimostrò poco attaccamento al mestiere paterno e un interesse precoce per l'arte, favorito anche dall'essere vicino di casa e compagno di giochi dei figli dell'artista Domenico Naldini in via dei Servi. Ricevuti da un cugino alcuni disegni da studiare, diede buona prova nel disegno, facendo interessare lo stesso Naldini perché entrasse a bottega dallo zio Dionigi da Diacceto, rinomato orafo, nonostante il parere inizialmente contrario del padre. Dimostratosi veloce e profittevole nell'apprendere, nel 1524 era già nella bottega di Giuliano Bugiardini, dove ebbe a conoscere e stringere amicizia con l'adolescente Giorgio Vasari, appena giunto a Firenze. Nel 1526 Vasari, grazie all'alunnato sotto Baccio Bandinelli, gli permise poi di avere accesso ad alcuni disegni di Michelangelo Buonarroti, che in quegli anni lavorava a San Lorenzo.
Durante la seconda cacciata dei Medici, nel 1527, in seguito ai tumulti a palazzo Vecchio che ruppero un braccio del David di Michelangelo, fu proprio lui, con l'inseparabile Vasari, a raccogliere qualche giorno dopo i tre frammenti del braccio rotto che tutti ignoravano, e a nasconderli in casa del padre per poi riconsegnarli, anni dopo, al duca Cosimo I che li fece restaurare nel 1543. Passata la tempesta politica, che aveva fatto tornare Vasari ad Arezzo col padre, e una pestilenza che aveva reso quest'ultimo orfano, Francesco si ricongiunse al suo amico a Firenze, andando entrambi a bottega dal pittore Raffaello del Brescia, assieme anche a un terzo amico comune, Nannoccio dalla costa San Giorgio. In questa bottega si impratichirono facendo piccole scene decorative, ma nel 1529 Francesco, con Nannoccio, ritenne più proficuo entrare tra gli alunni di Andrea del Sarto. Qui trascorse l'assedio di Firenze (mentre Vasari si era trasferito a Pisa), facendo alcune opere anche con episodi tratti dalla cronaca di quegli eventi, che però oggi sono perdute. Guadagnatosi la fama di miglior nuovo talento nella scena fiorentina, un suo dipinto venne persino spedito al re di Francia (una Dalila che taglia i capelli a Sansone, perduta) e poco dopo fu raccomandato da Benvenuto della Volpaia, maestro orologiaio, al cardinale Giovanni Salviati, che cercava un pittore a Roma.

### Primo soggiorno a Roma (1531-1539)

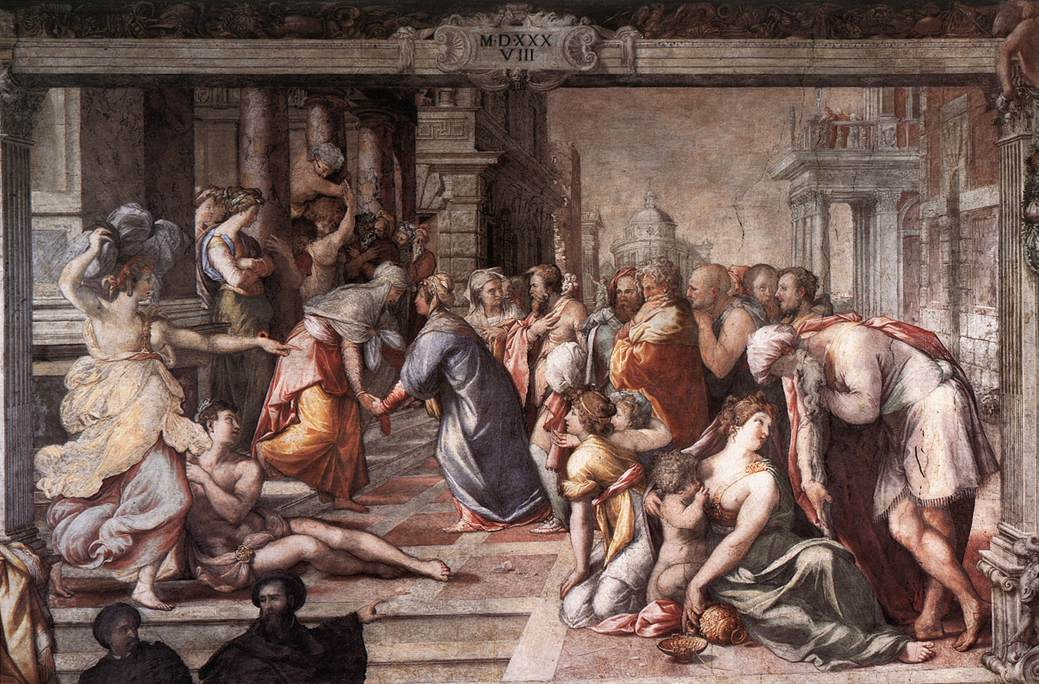
Visitazione, San Giovanni Decollato

Fu così che nel 1531 Francesco partì per Roma, alloggiando a spese del cardinale in Borgo Vecchio e restando al suo servizio per otto anni, tanto da finire di adottarne anche il nome.
Inizialmente si dedicò alla realizzazione di tavole tra cui sono superstiti le Madonne di Aix-en-Provence, di Hampton Court e del Prado, l'Adorazione dei Pastori agli Uffizi e le Tre Parche di palazzo Pitti. Decorò poi Palazzo Salviati con le Storie di san Giovanni Battista, una cappella perduta presumibilmente nel palazzo dei Penitenzieri (distrutta), altre pitture per Filippo Segardi nella chiesa di Santa Maria della Pace (perdute), e scene sull'arco di San Marco in occasione dell'entrata a Roma dell'imperatore a Roma nell'aprile 1536.
Significativa fu l'Annunciazione di San Francesco a Ripa caratterizzate da un ampio modo architettonico di suddividere le scene tipico della maturità di Raffaello, ma anche da torsioni delle figure e panneggi svolazzanti tipica dei classicisti come Giulio Romano e il Penni, e da un'attenzione al disegno sempre incisivo tipico della tradizione fiorentina. Partecipò a numerose imprese decorative, fornendo disegno per apparati scenografici, scene teatrali, incisioni, arazzi, tarsie lignee, sempre riscuotendo notevole successo.
Partecipò infine alla decorazione dell'oratorio di San Giovanni Decollato con una Visitazione (1538), dove coniugò al classicismo raffaellesco l'eleganza decorativa ispirata al Parmigianino e le stilizzazioni taglienti desunte dal Rosso Fiorentino. Come artista però non amò mai le competizioni, che venivano acuite dalle rivalità tra i committenti nell'asperrima scena romana: il diretto confronto con Jacopino del Conte lo mise infatti di mala voglia, tanto che abbandonò la città nel 1539, col pretesto di rivedere la famiglia e l'amico Vasari.

### Venezia (1539-1541)

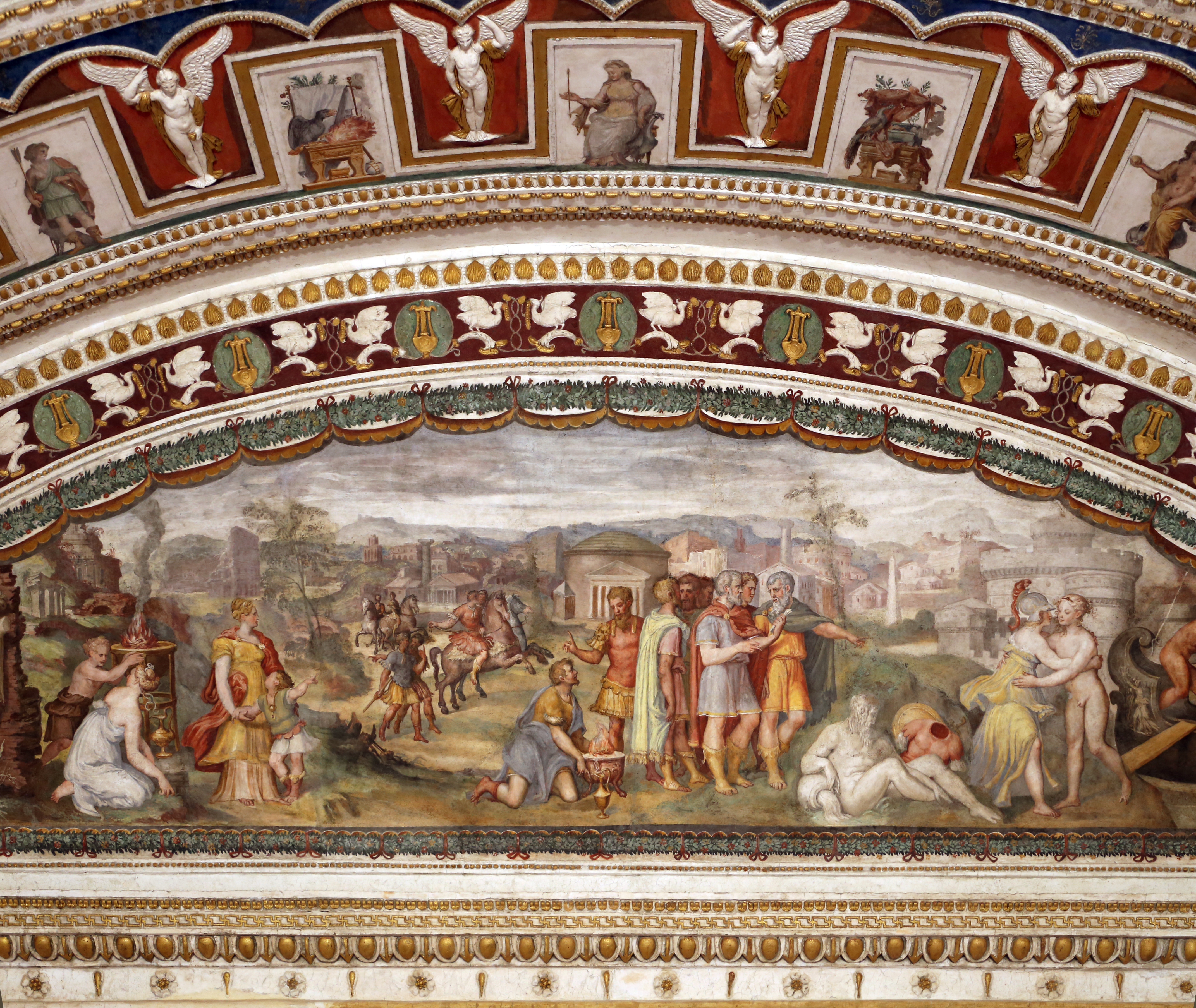
Origine e fasti della famiglia Grimani, 1540 circa, palazzo di famiglia a Santa Maria Formosa

Tornato a Firenze partecipò alla preparazione degli apparati per il matrimonio di Cosimo I de' Medici, che però fece completare a Carlo Portelli poiché si era manifestata nel frattempo l'opportunità di andare a Venezia, raggiungendo prima Vasari a Bologna e poi proseguendo insieme all'allievo Giuseppe Porta.
In Laguna fu subito accolto dal patriarca Giovanni Grimani e da suo fratello Vettore, che gli affidarono una parte della decorazione del loro palazzo in Santa Maria Formosa, eseguita in collaborazione con altri artisti e solo in parte sopravvissuta. L'opera più importante e lodata infatti, una tela raffigurante l'inizio del mito di Psiche, è nota solo da copie. Fornì anche i disegni per le incisioni per la Vita di Maria Vergine di Pietro Aretino, pubblicata da Francesco Marcolini nell'ottobre 1539, e realizzò almeno due pale d'altare: la Pietà per la chiesa del Corpus Domini (oggi alla Pinacoteca di Brera) e una Sacra Conversazione spedita alla chiesa di Santa Cristina a Bologna. A Venezia portò una ventata di manierismo, che fu recepita anche dai maggiori pittori locali, come lo stesso Tiziano.
Come amico di Pietro Aretino e di Paolo Giovio, fu aiutato da questi a entrare al servizio del marchese del Vasto a Milano, ma senza successo (1540), per questo decise di tornare a Roma, facendo tappe anche a Verona e a Mantova (dove ammirò i recenti lavori di Giulio Romano).

### Secondo soggiorno romano (1541-1543)

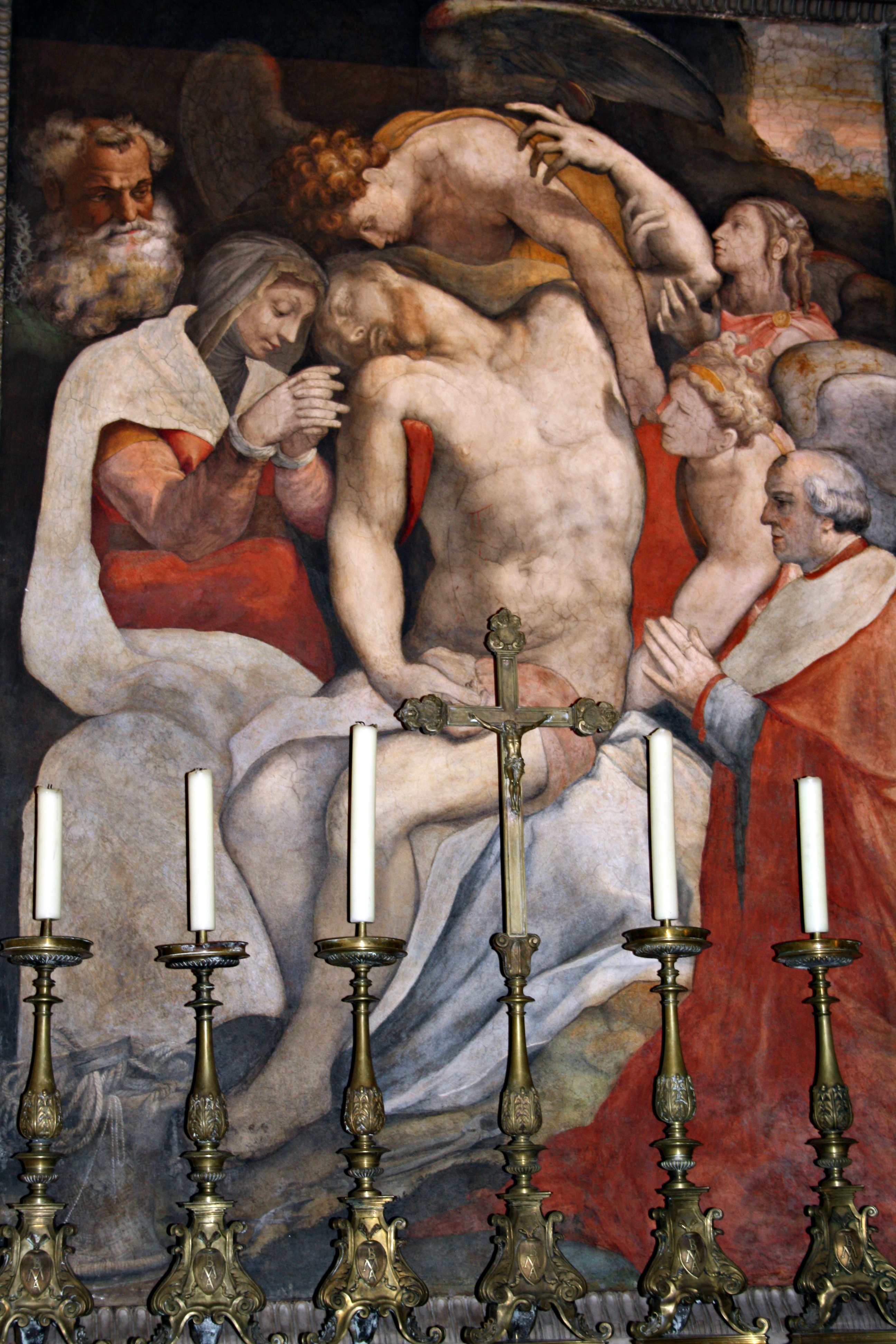
Deposizione, Santa Maria dell'Anima

Nel luglio del 1541 si trovava quindi già a Roma, dove per papa Paolo III Farnese aveva dipinto un Pipino nella stanza dell'Incendio di Borgo in Vaticano (perduto). Entrò quindi a servizio per il figlio del papa Pier Luigi Farnese, duca di Castro e Nepi, per il quale aveva già lavorato alla fine del precedente soggiorno romano. Per lui decorò una stanza da bagno nella Rocca di Nepi (pure perduta) e fornì i disegni per una serie di arazzi con le Storie di Alessandro, di cui resta il Sacrificio di Alessandro nel museo di Capodimonte, e per le bordure (fogli oggi al Cabinet des Dessins del Louvre e a Christ Church a Oxford). Fece anche disegni per un cofanetto (progetti oggi al GDSU) e per gli apparati per il rientro del duca nella riconquistata città di Castro.
Le opere di questo periodo, come il ritratto del suo protettore al palazzo Reale di Napoli, il Giovane con cane alla villa Aldobrandini di Frascati e il Gentiluomo della famiglia Santacroce al Kunsthistorisches Museum di Vienna, mostrano una ritrovata monumentalità, derivata dall'esempio di Sebastiano del Piombo, e una aggraziata irrequietezza ispirata al Parmigianino.
Fu molto attivo come disegnatore per incisioni, destinate sia a fogli singoli che all'illustrazioni di volumi, come i testi chirurgici raccolti da Guido Guidi.
Capolavoro del secondo periodo romano dell'artista (1541-1543) è la decorazione ad affresco della Cappella dei Margravi di Brandeburgo nella chiesa di Santa Maria dell'Anima.
Al suo rifiuto di lavorare a Nepi tuttavia ruppe col suo protettore e se ripartì per Firenze.

### Rientro a Firenze (1543-1547)

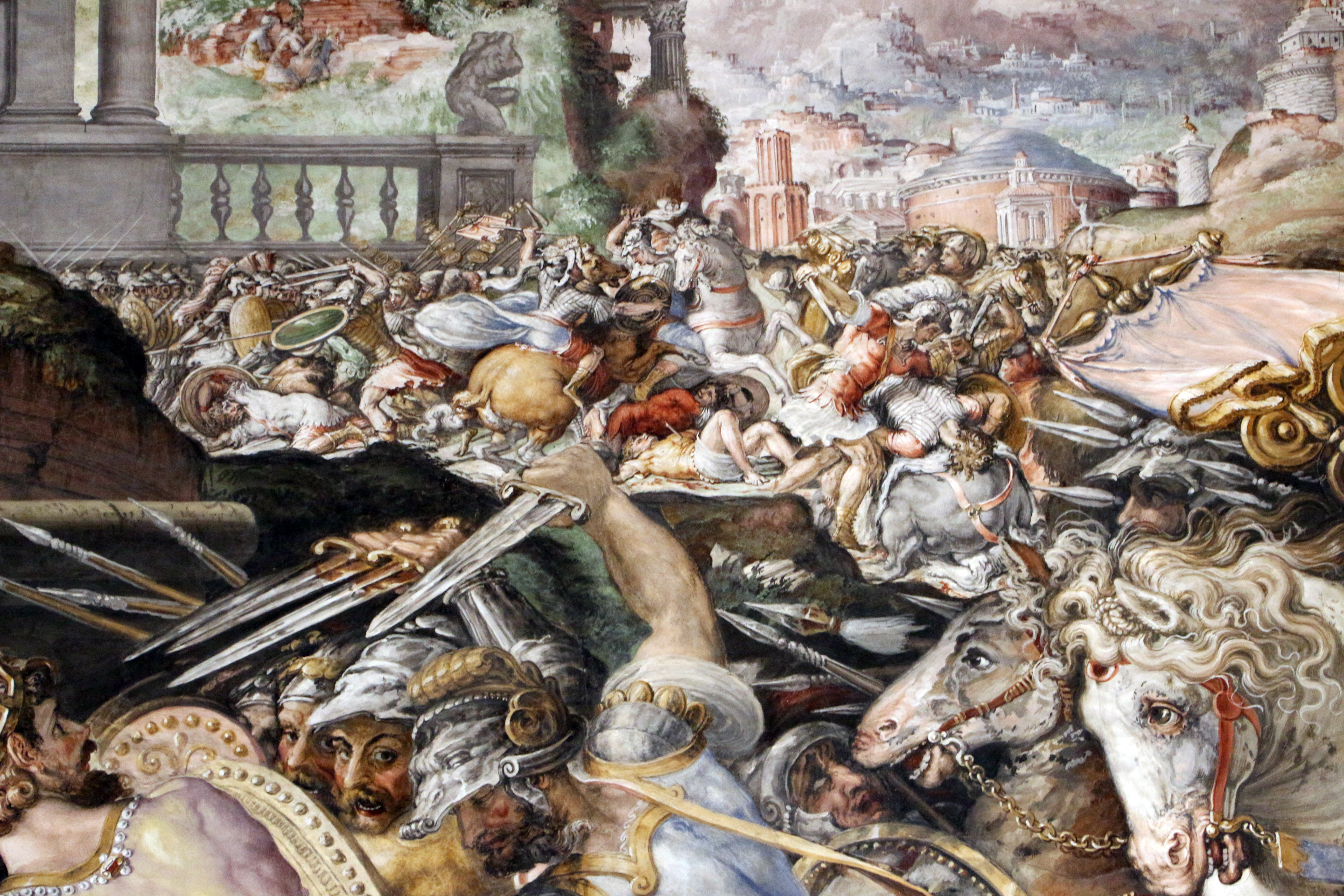
Assalto ai Galli che hanno saccheggiato Roma (dettaglio), palazzo Vecchio, Firenze

Nella sua città d'origine, nell'agosto del 1543, fu accolto dalla protezione di Alamanno Salviati, fratello del cardinale suo primo protettore e zio del duca Cosimo I. Fu Alamanno a commissionargli una Madonna  che venne poi incorniciata da nella bottega dell'intagliatore Del Tasso, e in ottobre ricevette dal duca la commissione per affrescare le Storie di Furio Camillo nella Sala delle Udienze a Palazzo Vecchio, pagate fino al 1545. In queste opere il suo stile si fa più decorativo e calligrafico, con linee sinuose e piene di forza che creano un effetto irreale e fiabesco.
Lavorò inoltre per alcuni arazzi (comprese le Storie di Giuseppe ebreo per il Salone dei Duegento), per le grottesche nello scrittoio della duchessa. Completò poi almeno due pale d'altare, un'Incredulità di san Tommaso commissionata da Tommaso Guadagni per la sua cappella familiare a Lione (oggi al Louvre), una Deposizione per la cappella Dini in Santa Croce.
Numerose furono le opere di dimensioni più piccole, in cui propese per una pittura sì elegante, ma anche robusta, influenzato dai coevi lavori di Bronzino, come nella Carità degli Uffizi, nella Resurrezione di Lazzaro alla galleria Colonna) o in alcuni famosi ritratti (Ritratto di Poggio Bracciolini alla Galleria Colonna di Roma, Ritratto di ignoto agli Uffizi, altri ritratti al Kunsthistorisches Museum, al Museo Poldi Pezzoli, all'Honolulu Academy of Arts).
Nel 1547 fu brevemente a Roma perché con la morte di Perin del Vaga sperava di ottenere l'incarico per la Sala Regia in Vaticano, senza però riuscire nell'impresa. Tornato a Firenze, si trovò nuovamente al centro di una competizione in cui venne ostacolato: gli affreschi per il coro di San Lorenzo che vennero infatti poi dati al Pontormo.

### Terzo soggiorno romano (1548-1556)

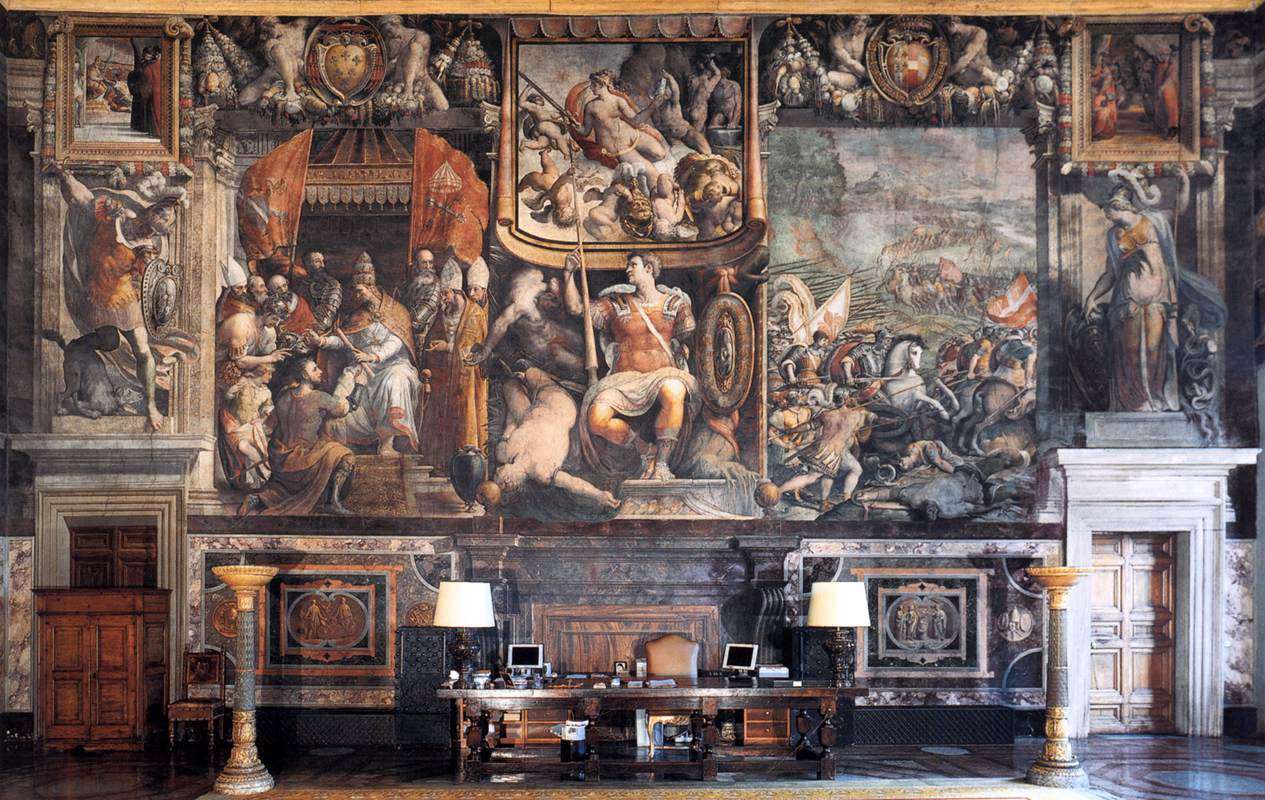
Parete della Sala dei Fasti Farnesiani (1560), Roma, Palazzo Farnese

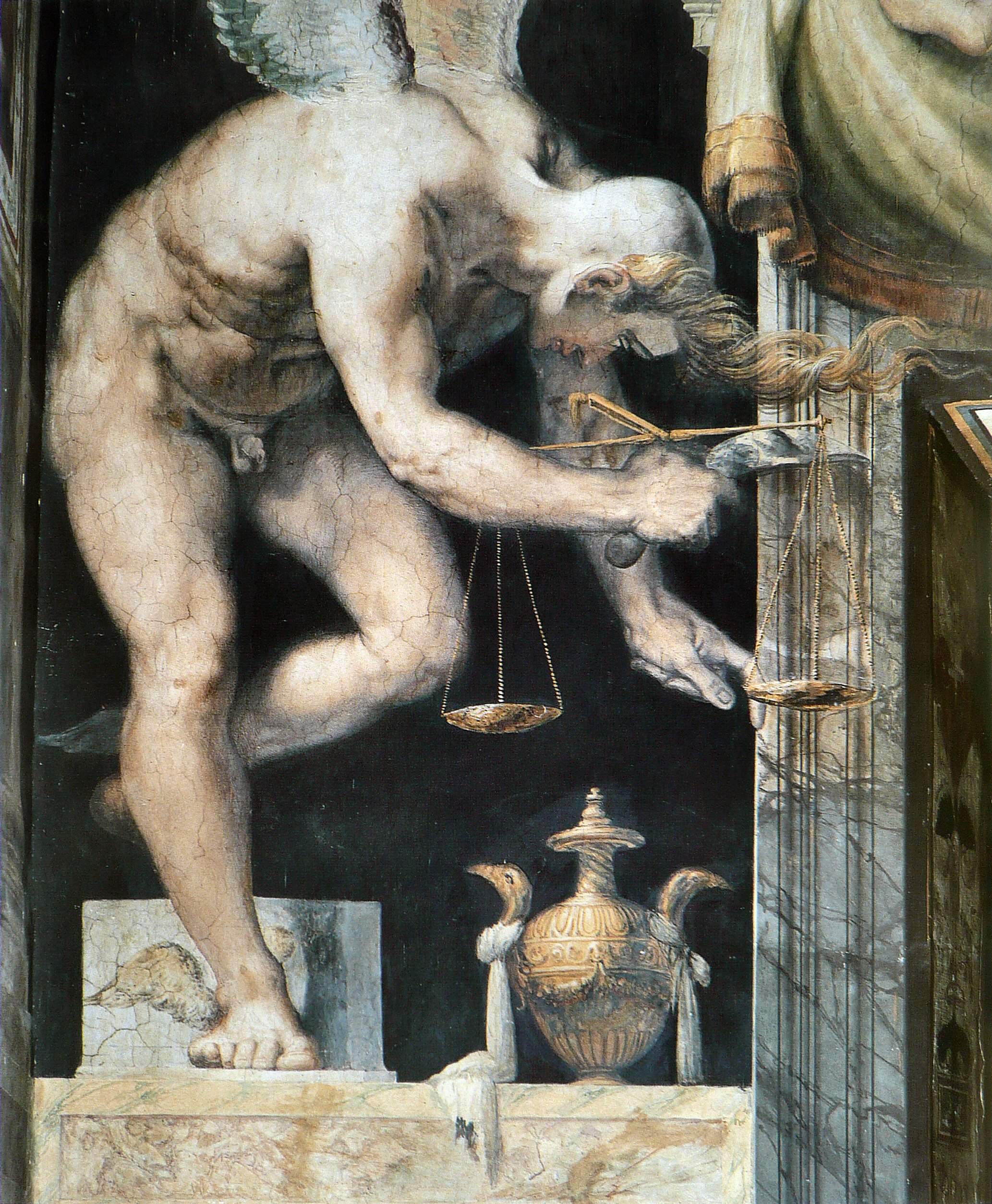
Francesco Salviati, Allegoria dell'Occasione, 1553-1555 Roma, Palazzo Ricci-Sacchetti, Sala delle Udienze (dettaglio)

Decise quindi di tronarsene a Roma nell'autunno del 1548. Prese casa vicino a Palazzo Farnese, e grazie all'aiuto di Annibale Caro e di Giulio Clovio ricevette dal cardinale Alessandro Farnese l'incarico di completare la cappella del Pallio nel palazzo della Cancelleria.
Lavorò inoltre di nuovo all'oratorio di San Giovanni Decollato (dove fu affrescata una Decollazione del Battista su sui disegni) e verso il 1551-52 eseguì le Nozze di Cana nel refettorio di San Salvatore in Lauro. Tra gli sviluppi stilistici si riscontra in questo periodo un maggior accentramento delle figure nelle composizioni, con un maggiore volume e plasticismo dei corpi, che acquistano uno straordinario decoro aristocratico, influenzandosi reciprocamente con il suo collega e amico Giorgio Vasari.
Finalmente nel 1552 lavorò a Palazzo Farnese, nel salotto dei Fasti Farnesiani, per il cardinale Ranuccio (le pareti di fondo vennero completate su suo disegno dai fratelli Taddeo e Federico Zuccari dopo la sua partenza per la Francia). A questo periodo risale anche l'Adamo ed Eva per Alemanno Salviati, spedito a Firenze nel 1553 e oggi nella Galleria Colonna, e gli affreschi in palazzo Sacchetti, per il cardinale Giovanni Ricci, composti da quadretti con le Storie di Davide su uno sfondo architettonico dipinto, ispirati a decorazioni antiche.
Entro il 1554 completò la decorazione della Cappella Chigi in Santa Maria del Popolo, con le Storie della Genesi, le Stagioni e la parte alta della pala d'altare avviata da Sebastiano del Piombo. Fece poi le figure all'entrata dell'emiciclo di villa Giulia e una nuova serie di disegni per arazzi (Stagioni ed Età del Mondo, oggi agli Uffizi e al Nationalmuseum di Stoccolma). In quegli anni si nota l'influenza di artisti francese della scuola di Fontainebleau, incontrati a palazzo Sacchetti o conosciuti attraverso stampe e disegni. Nel 1553 inoltre incontrò forse a Roma Pieter Bruegel il Vecchio, da cui avrebbe assorbito un certo naturalismo nei paesaggi.

### In Francia (1557-1558 circa)

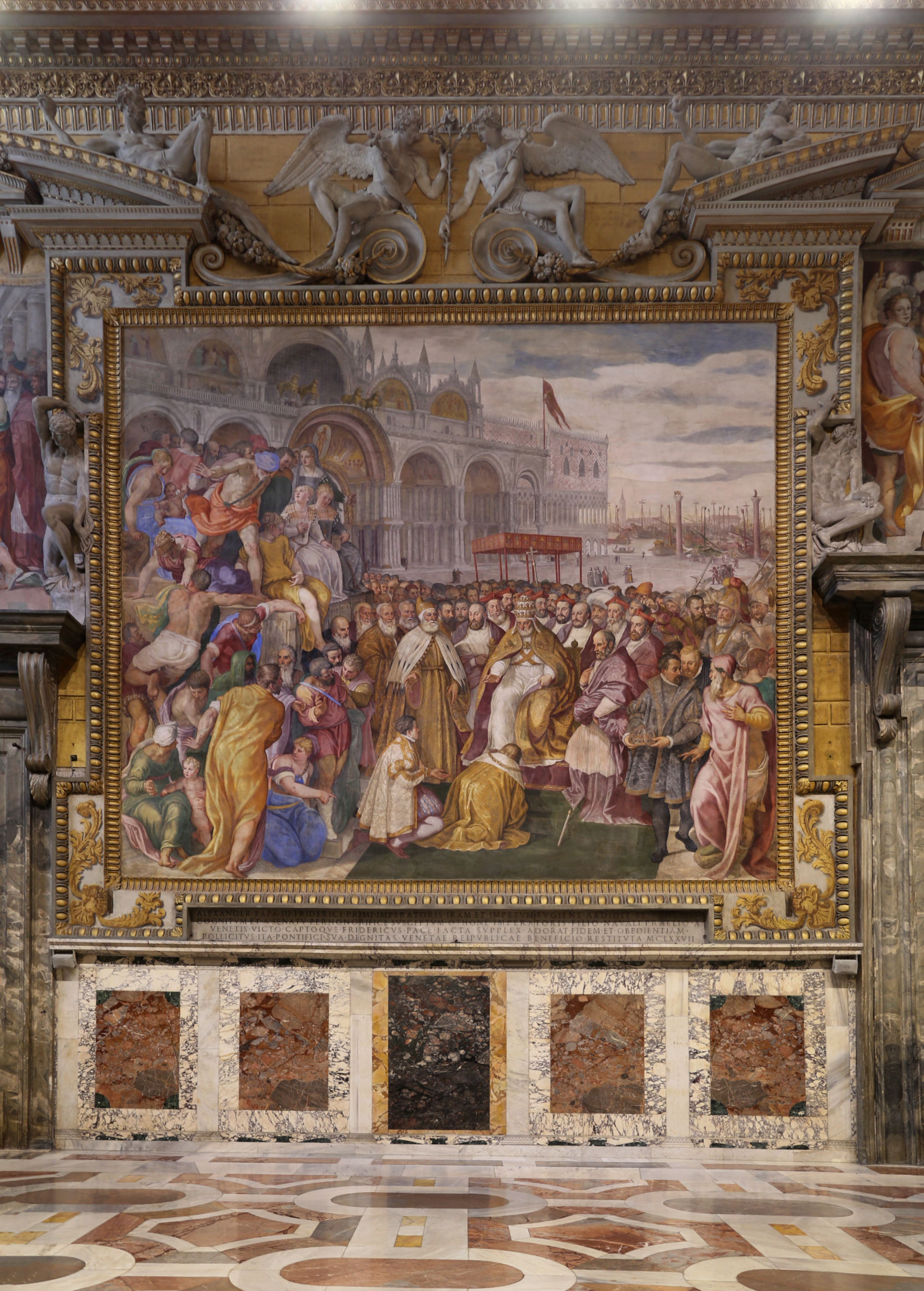
Francesco Salviati e Giuseppe Porta, Riconciliazione di papa Alessandro III e Federico Barbarossa, Sala Regia

Invitato dal cardinale Carlo di Lorena, il Salviati trascorse due anni in Francia: secondo il Vasari nel 1554, ma secondo studi più recenti potrebbe trattarsi dei bienni 1555-1556 o 1557-1558. Visse al castello di Dampierre, vicino a Parigi, ma abbandonò la Francia prima della guerra contro l'Inghilterra, che coinvolse il suo protettore. Di quel periodo resta solo forse il Ritratto di un uomo dell'Ordine di San Michele (già presso Colnaghi, Londra), dove le lucide velature trasparenti fanno trasparire un'influenza nordica.

### Ultimi anni (1558-1563)
Tornando a Roma, si fermò a Milano per visitare Leone Leoni, e a Firenze per l'amico Vasari. Tra le opere dell'ultimo periodo ci sono l'Annunciazione in San Domenico Maggiore a Napoli (forse fatta per la famiglia Cambi di Firenze), alcuni ritratti e numerosi disegni per oggetti, soprattutto vassoi d'argento.
Finalmente all'inizio del 1562, grazie al sostegno del cardinale Farnese e di Pirro Ligorio, ottenne un incarico per la Sala Regia, ma nel settembre lasciava l'affresco da terminare e i disegni all'allievo Giuseppe Porta, essendo incapace di tollerare la serrata competizione tra gli artisti coinvolti.
Risale al 1562-63 la sua ultima opera, le Storie della Vergine per San Marcello al Corso, commissionategli dal cardinale Matteo Grifoni.
Morì l'11 novembre 1563 e fu sepolto in San Girolamo della Carità.